# Vodní brána (Kadaň)

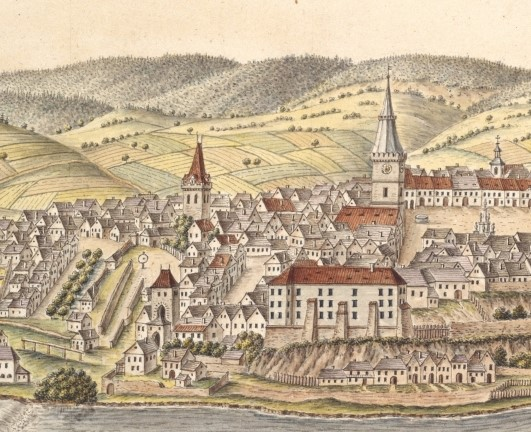
Vodní brána na vedutě z roku 1819

Vodní brána byla jednou ze čtyř hlavních bran středověkého opevnění města Kadaně. Situována byla do spodní části dnešní Čechovy ulice, která se až do roku 1945 nazývala Vodní a kolem roku 1500 též Židovská, poblíž historické střelnice (dnes kulturní dům Střelnice), přičemž komplex předbraní Vodní brány umožňoval obranu celého prostranství před bránou až k řece Ohři.
Brána byla hlavním vstupem do města ve směru od řeky Ohře, přes kterou zde vedl brod později nahrazený dřevěným mostem. První zmínky o něm pocházejí již z roku 1327. Dále máme doloženo, že v letech 1362 a 1407 byl poškozen požáry a roku 1421 byl pobořen křižáckými vojsky při dobývání města. V průběhu 15. století jsou pak vedeny záznamy o jeho opravách. V roce 1485 obdrželo město Kadaň od krále Vladislava II. privilegium na stavbu kamenného mostu, přičemž k realizaci tohoto záměru nedošlo. Na počátku 16. století bylo přemostění řeky Ohře přesunuto k brodu u kostela Stětí svatého Jana Křtitele na Špitálském předměstí.
V blízkosti mostu u někdejší Vodní brány se též nacházel mlýn určený ke zpracování železné rudy, který roku 1343 daroval Karel IV., tehdy markrabě moravský, italskému velkopodnikateli Anastasiovi z Florencie.
Most vedl od Vodní brány k tzv. Kostelnímu Dvoru na pravém břehu řeky Ohře. Ten tvořil jakési menší předměstí, které snad původně bylo majetkem děkanského chrámu Panny Marie v Kadani (dnes Povýšení svatého Kříže), který i s kadaňskou farností spravoval rytířský a špitální řád johanitů. Od poloviny 15. století patřil dvůr různým významným kadaňským měšťanům, z této doby je dokonce v Kostelním Dvoře doložena existence jednoho z městských špitálů.
Od 17. století stávala v blízkosti Vodní brány městská šatlava s mučírnou, jak o tom svědčí například záznam z roku 1723 o výslechu děvečky z Kadaňské Jeseně, podezřelé z vraždy dítěte.
Podle jedné z kadaňských měšťanských kronik byl roku 1504 nalezen u Vodní brány poklad se zlatými dukáty pocházejícími z doby císaře Karla IV. K demolici Vodní brány došlo roku 1838 během asanace městského opevnění. Její podobu zachycují již jen veduty města Kadaně ze 17. až 19. století.